# Anaxilas
Anaxilas hoặc Anaxilaus (tiếng Hy Lạp Ἀναξίλας hoặc Ἀναξίλαος) (? – 476 TCN), là con trai của Cretines và là một bạo chúa thành bang Rhegium (nay là Reggio Calabria trên đảo Sicilia thuộc Ý). Ông vốn xuất thân từ Messenia trên bán đảo Peloponnesus.

## Tiểu sử
Anaxilas bắt đầu lên nắm quyền ở Rhegium vào năm 494 TCN, lúc đầu ông ra sức khuyến khích người Samian và một số người Ionia lánh nạn khác đánh chiếm Zancle, một thành phố trên eo biển ở Sicilia khi đó còn nằm dưới sự cai trị của bạo chúa Scythes. Ngay sau khi người Samian vào tiếp quản, Anaxilas bèn tự mình cất quân tiến hành vây hãm thành phố, trục xuất người Samian cùng cư dân mới đến ra khỏi và đổi tên thành Messina dựa theo quê hương Messene của ông.
Pausanias kể một câu chuyện hơi khác nhau. Sau cuộc chiến tranh lần hai với người Sparta, Anaxilas đã hỗ trợ những người tị nạn từ Messina trên đảo bán đảo Peloponnesus tới chiếm Zancle ở Sicilia.
Anaxilas kết hôn Cydippe, con gái của Terillus, bạo chúa thành bang Himera. Năm 480 TCN ông nhận được sự hỗ trợ của người Carthage cho người cha vợ đã bị bạo chúa Agrigentum là Theron trục xuất khỏi thành phố. Đạo quân tiếp viện này đã bị Gelon đánh bại ở Himera. Anaxilas muốn tiêu diệt người Locrian nhưng đã bị Hieron I của Siracusa ngăn chặn theo như lời kể của Epicharmus.
Để kết tình thông gia mà Anaxilas đã gả cô con gái của mình cho Hiero I, ông mất vào năm 476 TCN và giao lại việc giám hộ các con mình cho cận thần Micythus rồi về sau ông này giành luôn quyền thừa kế của chúng vào năm 467 TCN. Tuy nhiên, chẳng bao lâu thì Micythus cũng bị cư dân thành bang Rhegium nổi dậy lật đổ ngôi vị.